# Козяр Ганна Степанівна
Ганна Степанівна Козяр (1907 — 19 липня 2001) — Герой Соціалістичної Праці.

## Біографічні відомості
Народилася у 1907 році в сім'ї селянина. 
У 1926 році одружилась і разом з чоловіком Пилипом мали власну землю та господарство. Згодом одними із перших вступили до колгоспу, куди віддали корову, коней та весь реманент. Вдома залишили лише теличку, яка в подальшому врятувала їх від Голодомору в 1932-1933 роках.
До початку війни у подружжя було 6 дітей. Навесні 1941 року почали будувати нову хату, проте з початком війни Пилипа забрали на фронт. Ганна була змушена самостійно добудовувати хату та виховувати дітей.
Після закінчення війни Ганна Козяр першою запрягає свою корову і починає орати колгоспні поля. Працювала ланковою у рільничій бригаді колгоспу села Михайлівці Шаргородського району. Зібраний урожай Ганна возила на елеватор власною коровою. У 1947 році вдалося зібрати високий урожай пшениці — 31,6 ц/га, за що у 1948 році отримала звання Героя Соціалістичної Праці із врученням ордена Леніна.
Сім'я Козярів виростила 9 дітей (3 сини та 6 дочок), які в свою чергу дали нащадків — 21 онук, 36 правнуків та 19 праправнуків.
Померла Ганна Козяр 19 липня 2001 року, похована у Михайлівці.